# Burathema divisa
Burathema divisa är en fjärilsart som beskrevs av Walker 1863. Burathema divisa ingår i släktet Burathema och familjen Crambidae. Inga underarter finns listade i Catalogue of Life.